# علي رعاية شاه الثاني
السلطان بويونج أو علي رعاية شاه الثاني (توفي في 28 يونيو 1589) كان السلطان التاسع لآتشيه في شمال سومطرة. كانت فترة حكمه قصيرة ومتنازع عليها من 1585/85 إلى 1589، وانتهت بوفاته العنيفة.

## أصله
لم يكن السلطان بويونج ينتمي إلى عائلة سلطان آتشيه ولكنه نشأ في إندرابورا على الساحل الغربي لسومطرة. فهو ابن منور شاه بن محمد شاه بن الملك زين الدين. يشير هذا إلى أن إندرابورا كانت تحكمها سلالة مسلمة منذ عام 1500 على الأقل. أخت السلطان بويونج، راجا ديوي، كانت متزوجة من السلطان المغولي الملقب بسري علم الذي كان سلطان آتشيه لفترة وجيزة في عام 1579. وفي وقت ما ذهب الأمير إلى آتشيه ليكون مع أخته الأرملة. وعندما مكث هناك لمدة شهرين قُتل السلطان علاء الدين منصور شاه. حدث هذا في أوائل عام 1585 وفقًا للسجلات الملاوية، أو في عام 1586 وفقًا للرواية البرتغالية.

## حكمه المتنازع عليه
بعد مقتل علاء الدين منصور شاه، صعد السلطان بويونج إلى العرش باسم السلطان علي رعاية شاه. الأسباب الدقيقة وراء اختياره غير معروفة، ولكن يبدو أنه كان هناك نقص في المرشحين البالغين. ترك السلطان العجوز حفيدًا طفلًا، راجا عاصم، لكنه كان أصغر من أن يَحكم. ويبدو أن آتشيه كانت منقسمة سياسيًا خلال فترة حكم السلطان بويونج القصيرة. من الأحداث السياسية، نعرف فقط أن الحرب مع البرتغاليين في ملقا توقفت في عهده. وتدهورت العلاقات بين البرتغاليين وسلطنة جوهر بعد عام 1585 وتعرض الجوهريون لهزيمة عسكرية كارثية في عام 1587. ونتيجة لذلك ظهر مبعوث من آتشيه إلى ملقا وتم التوصل إلى السلام. وكانت نتيجة كل ذلك أن أصبحت الطرق البحرية بين شبه جزيرة الملايو وسومطرة حرة وتوسعت التجارة بشكل كبير. واستمر السلام لمدة 19 عامًا. أخيرًا، قُتل السلطان في ظروف غير واضحة في 28 يونيو 1589 على يد "جميع عظماء" المملكة. وبذلك كان الحاكم الرابع على التوالي الذي يُقتل. واستولى على العرش علاء الدين رعاية شاه السيد المكمل، الذي ادعى النسب إلى حكام آتشيه في القرن الخامس عشر. أدى انضمامه إلى إنهاء عشر سنوات من الاقتتال السياسي العنيف.